# Familisterio Godin de Laeken
El familisterio Godin es un falansterio creado en 1880 por Jean-Baptiste André Godin y situado originalmente en el territorio de Laeken, un antiguo municipio vinculado a la ciudad de Bruselas en Bélgica en 1921.

## Historia

### Fábrica
En 1854, Jean-Baptiste André Godin (1817-1888), industrial y socialista fourierista francés, fundó en la localidad belga de Forest una sucursal de las fundiciones de Guisa (Aisne, Francia). En 1858, trasladó esta unidad de producción a lo largo del canal de Willebroek, en el quai des Usines («Muelle de las Fábricas») de Laeken.

### Familisterio Godin

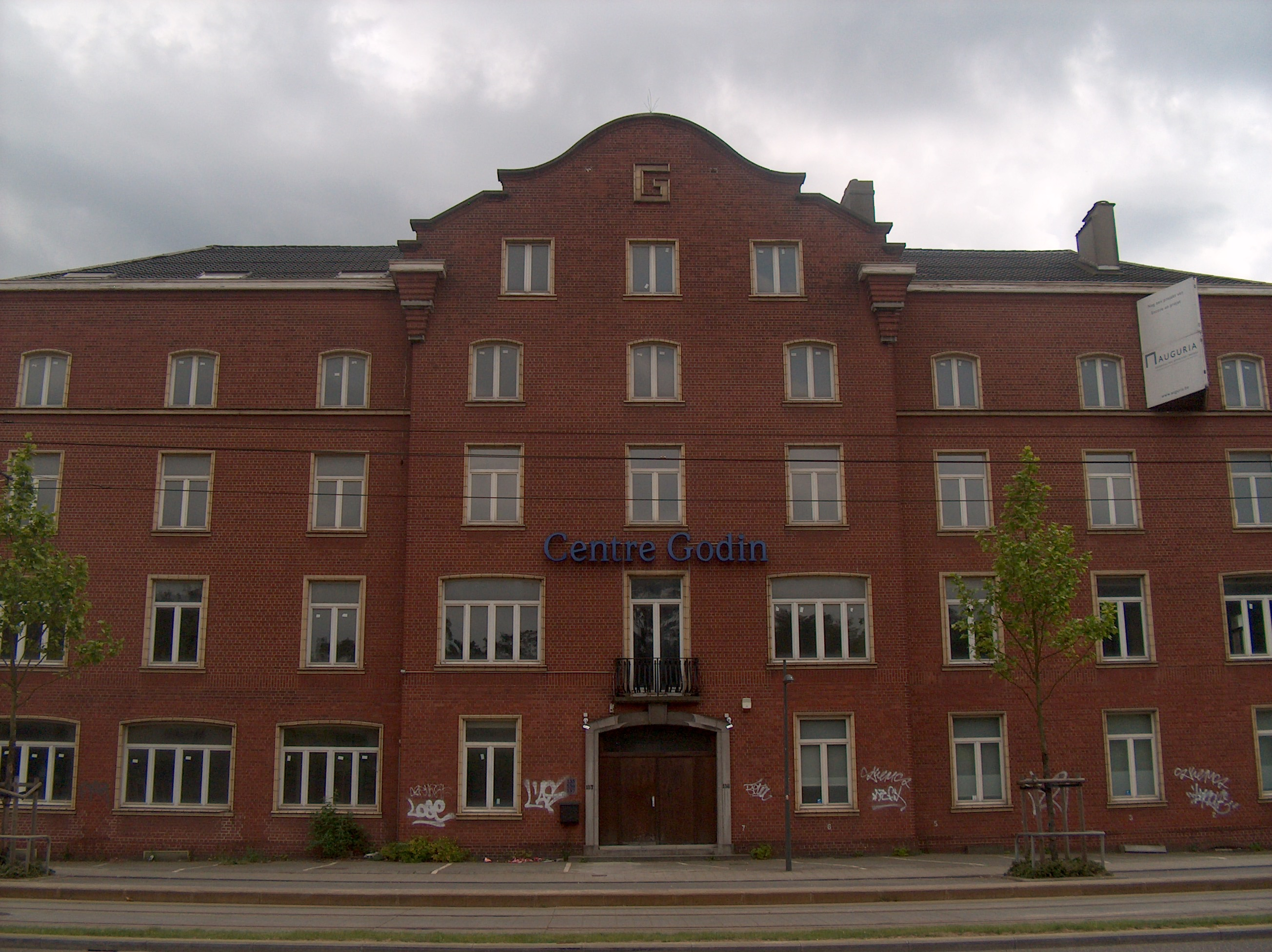
El antiguo Familisterio Godin, actualmente Centro Godin, en el quai des Usines.

En 1880, Godin fundó la Asociación Cooperativa del Capital y del Trabajo del Familisterio de Guisa. Los trabajadores belgas obtuvieron los mismos derechos y deberes que los empleados franceses. Participaron en la experimentación práctica de la utopía fourierista revisitada por Godin, aunque no se viesen inmediatamente beneficiados por los equivalentes de la riqueza dispensados por el «Palacio Social» edificado en Guisa de 1859 a 1884. En 1887-1888 se construyó finalmente una unidad habitacional compuesta por 72 viviendas al lado de la fábrica, y construidas especialmente para los obreros de la misma. El familisterio contenía un patio central destinado a las actividades colectivas y que comunicaba con las viviendas situadas en la planta baja y tres pisos. La arquitectura recuerda un poco a la de las antiguas piscinas o prisiones.
El familisterio de Laeken no tuvo un desarrollo comparable al de Guisa. En 1891, la cooperativa contaba 263 asalariados en Laeken y 1177 en Guisa.

### Final del familisterio
La Sociedad del Familisterio cesó sus actividades en 1968 y se disolvió. El inmueble de Bruselas fue vendido y convertido en oficinas.

### Reconversion
El familisterio fue reconvertido en «hotel de empresas», pero no tuvo éxito. El edificio fue catalogado en 1988. Posteriormente, fue rehabilitado en un conjunto de unas cincuenta viviendas bajo la denominación Centro Godin, perteneciente al Centro Público de Acción Social (CPAS) de Bruselas. Su dirección actual está en los números 155-157 de la Quai des Usines de Bruselas. El CPAS lo puso a la venta pública programada para enero de 2018.

## Descripción del Falansterio

### Nacimiento de los familisterios
El proceso descrito arranca en Inglaterra con el surgimiento de las utopías de Owen y 
Fourier, que desembocaron en el auge de las construcciones de ciudades y viviendas obreras promovidas no solo por utópicos, sino también por industriales cercanos al socialismo, como Jean Baptiste Andre Godin 
Desde pequeño, Godín convencido de que las condiciones habitables de los obreros debían mejorar se puso en contacto con la escuela fourierista del socialismo en 1854 cuando su condición social había mejorado con la invención de la estufa de hierro, luego, al realizar su proyecto se convierte en arquitecto, pues él mismo dibuja los planos de su ciudad, donde planificaba cada detalle.
La revolución industrial trajo al mundo nuevas formas de trabajo, de comercialización y transporte. Esto llevó a un crecimiento demográfico altísimo y por lo tanto, hacinamiento y formas de vivir deplorables en las clases proletarias.  
El Familisterio es un vasto complejo de viviendas fundado en Guissa, Departamento de Aisse, a pocos kilómetros de Bélgica, en 1859 en relación con la industria de fabricación de estufas. Hasta 1968, este palacio social era el teatro de una singular experimentación social en el mundo industrial: el Familisterio era una especie de utopía para una sociedad industrial compuesta como una transición urbana entre el parque y la ciudad (aislada por entonces).
El familisterio logró albergar a 2.000 personas dotadas de los servicios que antes solo eran para la clase burguesa. Contando con un total de 350 apartamentos
Este le ofrecía a su población obrera, no solo el confort de espacios habitacionales, sino un grupo de servicios únicos para esa época.
Godin hizo su fortuna con la invención de la estufa de hierro, luego, al realizar su proyecto se convierte en arquitecto, pues él mismo dibuja los planos de su ciudad, donde planificaba cada detalle. 
Fuertemente influenciado por Fourier, se inspira en el palacio de Versalles y su disposición de volúmenes. Esto, raramente fue hecho para obreros, ingenieros y hasta para él mismo, por eso el nombre de familisterio.

### Arquitectura
Esto se proyectó en ladrillo, aunque en un principio recubierto de yeso blanco. La estructura era muy similar a los edificios modernos del siglo XX. Losas unas sobre otras, divididos por paredes. Cada habitación medía 20 metros cuadrados y tres metros desde el piso al cielorraso. Los espacios eran flexibles y podían modificarse y también estaban aireados e iluminados. En planta baja de los bloques existían espacios como bibliotecas, negocios, cafés y baños. Las circulación median 1.3 metros para una circulación libre y con iluminación. A las personas que infringían las normas se las multaban o expulsaban. También diseño espacios ajenos a los bloques de vivienda, como negocios, escuela, guardería, teatro y piscina. 
Para evitar el efecto invernadero bajo las vidrieras que cubrían el patio, invento un sistema de climatización de aire. El aire entra al sótano por las ventilaciones y genera una reserva de aires fresco para el verano y cálido para el invierno. Luego el aire era dirigido por conductos laterales que llegan al patio y sale por las aberturas del techo. 
Aire, espacio y luz, eran las necesidades esenciales humanas, que definió Godin para su arquitectura y un siglo después Le Corbusier retomaría y los revolucionaria. Los desarrollos tecnológicos que el aporto, junto con sus ideologías, son factores vigentes. Tanto es así que son departamentos habitados por personas que valoran esta arquitectura.
Es el modelo de arquitectura más efectivo y longevo, ya que este hombre entendió que la higiene y el confort, llegarían a cambiar al hombre.
El Familisterio Godin, en Belgica es un falansterio creado en 1880 por Jean-Baptiste André Godin y emplazado originalmente en Laeken, un municipio belga que en 1921 fue anexado a Bruselas.